# Kropfspülung
Die Kropfspülung ist ein Verfahren in der Behandlung von Vögeln, bei dem mittels einer Schlauchsonde oder einer Knopfkanüle Flüssigkeit in den Kropf eingebracht und wieder angesaugt wird. Sie ist insbesondere bei Entleerungstörungen (Kropferweiterung) angezeigt. Gleichzeitig kann bei dieser Prozedur eine Kropfspülprobe entnommen werden, die anschließend mikroskopisch und/oder mikrobiologisch untersucht werden kann. Die Untersuchung einer Kropfspülprobe ist bei jeder Kropfentzündung sowie bei Regurgitieren und Erbrechen unentbehrlich.
Zur Durchführung muss der Kopf des Vogels gut fixiert und der Hals gestreckt sein. Anschließend wird die Sonde bzw. Knopfkanüle von links in die bei Vögeln auf der rechten Halsseite liegende Speiseröhre vorgeschoben. Durch Betasten des Kropfes durch die Haut kann die korrekte Lage überprüft werden. Anschließend werden etwa 20 ml Isotonische Kochsalzlösung pro kg Körpermasse in den Kropf injiziert, der Kropf kurz massiert und anschließend die Flüssigkeit mit Kropfinhalt wieder abgesaugt. Anschließend kann gegebenenfalls ein Medikament zur lokalen Behandlung in den Kropf verbracht werden.